# Christie V-4
Christie V-4 war der Name zweier Rennwagen aus den 1900er Jahren.

## Das erste Fahrzeug
John Walter Christie hatte ab 1904 einzelne Rennwagen hergestellt. Ungewöhnlich war der Quereinbau des Vierzylinder-Reihenmotors und der Frontantrieb. Letzteres war allerdings typisch für Fahrzeuge der Marke Christie. Im Oktober 1905 begann er, ein existierendes Fahrzeug umzubauen. Er wählte einen V4-Motor. Auf diese Weise konnte er die Zylinderbohrung der einzelnen Zylinder vergrößern. Gleichzeitig stiegen Hubraum und Motorleistung. Der Motor hatte etwa 22,5° Zylinderwinkel. Es gibt Hinweise auf jeweils 7,375 Zoll (187,325 mm) Bohrung und Hub, was 20.650 cm³ Hubraum ergibt, aber auch auf 7,5 Zoll (190,5 mm) Bohrung und 7 Zoll (177,8 mm) Hub, was 20.270 cm³ Hubraum ergibt. Der Motor leistete 100 bis 135 PS. Das Leergewicht betrug zwischen 816 kg und 975 kg.
Im Januar 1906 startete Christie mit diesem Fahrzeug beim Rennen nahe Ormond Beach. Im April 1906 nahm er an einem Rennen bei Ventnor Beach teil. Dort erzielte er mit über 160 km/h über die Distanz einer Meile einen Weltrekord für Vierzylinderfahrzeuge. Im Mai 1906 startete er bei einem Rennen in Yonkers. Im September 1906 meldete er das Fahrzeug für den Vanderbilt Cup. George Robertson war als Fahrer vorgesehen. Er hatte im Training einen leichten Unfall. Nach der Reparatur verunfallte Christie bei einer Testfahrt. Diesmal war das Fahrzeug nicht mehr reparabel.

## Das zweite Fahrzeug
Es war eine Weiterentwicklung des ersten Fahrzeugs.
Der Motor hatte 45° Zylinderwinkel. Eine Quelle gibt 19,8 Liter Hubraum an, eine weitere 19.881 cm³ Hubraum, aber weder Bohrung noch Hub. Die Angaben von 7,28125 Zoll (184,94375 mm) für Bohrung und Hub werden als Umrechnungsfehler dargestellt. Tatsächlich sollen Bohrung und Hub jeweils 7,25 Zoll (184,151 mm) betragen haben. Das ergab 19.618 cm³ Hubraum. Der Motor soll 130 PS geleistet haben. Der Wasserkühler war hinter dem Motor eingebaut. Das Getriebe hatte zwei Vorwärtsgänge und einen Rückwärtsgang. Für den Radstand sind sowohl 2794 mm (110 Zoll) als auch 2540 mm (100 Zoll) angegeben und für die Spurweite sowohl 1346 mm (53 Zoll) als auch 1422 mm (56 Zoll). In der ausführlichsten Quelle sind 807 kg Leergewicht angegeben. Zwei Quellen geben 816 kg Leergewicht und 192 km/h Höchstgeschwindigkeit an.
Christie setzte den Wagen 1907 beim Großen Preis von Frankreich ein. Er war der erste Rennwagen mit Frontantrieb bei einem Großen Preis. Außerdem war es das Fahrzeug mit dem größten Hubraum bei einem Grand Prix. Dieser Einsatz endete mit einem Ausfall bereits in der fünften Runde. Er wurde als 33. von 37 Fahrern gewertet. Im Nachhinein wurde Christie in der Öffentlichkeit gerügt: Er habe ein zu wenig erprobtes Fahrzeug gemeldet und mit diesem Ergebnis dem Image des amerikanischen Rennsports geschadet.
Christie setzte das Fahrzeug bei weiteren Rennen in den USA ein. Am 9. September 1907 verunfallte er damit und erlitt schwere Verletzungen.